# Семочко Сергій Олексійович
Сергій Олексійович Семочко (1 листопада 1972, Ялта) — генерал-майор, перший заступник голови Служби зовнішньої розвідки України (31.07.2018 — 12.04.2019), начальник ГУ СБУ у Києві та області (2017—2018), начальник ГУ контррозвідувального захисту інтересів держави у сфері економічної безпеки СБУ (2015—2017).

## Життєпис
В органах державної безпеки — з часу створення Служби безпеки України.
У січні 2018 року Семочко подав позов до СБУ з вимогою «визнання протиправними та скасування наказу від 15.12.2017 № 1528-ос, дисциплінарного стягнення від 17.11.2017, визнання протиправним, неправдивим і таким, що не відповідає фактичним обставинам висновку від 04.11.2017 № 618, оскільки, на думку позивача, дисциплінарне стягнення на нього та його підлеглих накладено безпідставно, а висновки комісії зі службового розслідування є необґрунтованими»..

## Розслідування, справа про незаконне збагачення
3 жовтня 2018 року вийшов сюжет журналістки Лесі Іванової «Розвідкою по нирках» для програми «Наші Гроші з Денисом Бігусом». В сюжеті йшлося що родина Семочка отримала громадянство РФ і веде бізнес в тимчасово окупованому РФ Криму. За даними журналістів, вони виявили будинок, звідки щоранку Семочка забирає службовий автомобіль. Цей будинок було придбано 2016 року й оформлено на Тетяну Лисенко, яка, за припущеннями журналістів, є офіційною або цивільною дружиною Семочка.
Журналісти посилаються на дані ОРД, де в серпні 2018 було опублковано копії російських паспортів, виданих Тетяні Лисенко, її донці Анастасії і зятю Володимиру Котону. Дати народження також збігалися. Видання називає Лисенко дружиною Семочка та стверджує, що Семочко має 8 родичів із підозрами на громадянство РФ.
3 жовтня 2018 року НАБУ відкрило справу про незаконне збагачення стосовно Семочка.
4 жовтня 2018 на сайті bihus.info розміщено статтю, що Київське СБУ у травні 2018 (під керівництвом Семочка) вимагало оригінал аудиту ПриватБанку, екс-власник якого Геннадій Боголюбов — друг родини Семочка.
16 жовтня, через два тижні після виходу розслідування «Розвідкою по нирках», Семочко виступив у програмі «Стежками війни» на телеканалі ZIK, де 15 хвилин спростував факти з розслідування.
У квітні 2021 року Семочко виграв суд у bihus.info, що спростував результати свого розслідування. Суд визнав сюжет Лесі Іванової для програми «Наші гроші» наклепом і дійшов висновку, що відсутні дані щодо причетності Семочка до хабарництва або про незаконність перевірок ГУ КЗЕ СБУ щодо постачальників медпрепаратів. Також суд не знайшов підтвердження інформації про наявність у членів сім'ї Семочко майна на $8 млн, бізнесу в тимчасово окупованому Криму й російських паспортів.
Після цього депутат Бужанський запропонував забрати премію «Честь професії», яку було видано журналістці Лесі Івановій за це розслідування.

### Суспільний резонанс
Як заявила блогер Лариса Волошина: «Президент, голова СБУ, голова зовнішньої розвідки, члени парламентського комітету та його члени. Спроба перевести ситуацію у площину корупції є нічим іншим, як намаганням приховати від суспільства стан, в якому знаходиться безпека країни. Я зараз не стверджую про вину чи невинність пана Семочка. Єдине, що цікавить, так це відсутність реакції, яка б свідчила, що хвора система намагається очиститися, що у України є спецслужби, що національна безпека — то не порожнє гасло».
Уповноважений Президента України у справах кримськотатарського народу Мустафа Джемілєв в інтерв'ю телеканалу «Прямий» заявив: «Я не хочу стверджувати, що Семочко — святий чи ні, але це ж публічна дискредитація нашої Зовнішньої розвідки. Ми ж всі розуміємо, що 90 % гучних справ закінчуються просто нічим». Також він нагадав, що «на момент окупації, на території Криму було 1619 співробітників СБУ, з них 87 % виявилися зрадниками… 212 залишилися відданими присязі, серед них Семочко».

### Російські паспорти
В матеріалі BIHUS Info від 16 березня 2023 року йдеться, що сім'я Семочко мають паспорти громадян Росії, що підтвердив лист запит, до СБУ.

## Звільнення
12 квітня 2019 року Указом Президента Порошенка звільнений з посади. 23 травня 2019 року Семочко подав позовну заяву до суду, у якій стверджував незаконність звільнення. Заяву було відхилено судом через прострочення місячного строку та відсутність доказів поважної причини, через яку заява не була подана вчасно. Адвокати Семочка переконали суд у поважності прострочення терміну заяви, оскільки з 8 по 22 квітня Семочко був у лікарняній відпустці, після чого суд відкрив провадження у справі. Згідно з ч. 4 ст 40 КЗпП України.
16 серпня 2021 року Семочко виграв суд і поновився на посаді заступника голови СЗР, Окружний адміністративний суд Києва задовольнив його позов.